# Alsophila hymenodes
Alsophila hymenodes là một loài dương xỉ trong họ Cyatheaceae. Loài này được R.M.Tryon mô tả khoa học đầu tiên năm 1970. Loài này là loài bản địa của Malaya và Sumatera.